# The Geeks (groupe)
The Geeks (en coréen : 더 긱스) est un groupe de punk hardcore sud-coréen, originaire de Séoul. Ils sont l’un des premiers groupes de punk hardcore coréens, et ils introduisent un hardcore straight edge et youth crew. Grâce à leurs nombreux voyages et tournées organisées à l’étranger, ils sont aussi l’un des groupes coréen les plus diffusés, avec une renommée dans leur genre de niche acquise autour du monde.
The Geeks se forment en 1999 par deux camarades de classe, Seo Kiseok (au chant) et Kang Junsung (à la guitare), peu après qu’ils découvrent l’existence du punk coréen à travers la compilation Our Nation sortie par Drug Records.

## Biographie
En partie dû au temps que Seo a pu passé en Amérique, le groupe signe pour Think Fast! Records, un studio d’enregistrement connu sur la scène internationale hardcore. Ils sont aussi associé avec Get Outta Town Records, Townhall Records et GMC Records. Leurs liens ont permis d’ouvrir de nouvelles opportunités aux tournées en dehors de la Corée, encore rare pour les groupes coréens jusqu’à présent. C'est le premier groupe de punk coréen à faire une tournée à succès aux États-Unis ; ils y joueront à plusieurs reprises là-bas, notamment en 2007, année pendant laquelle ils font une tournée aussi bien aux États-Unis qu’en Malaisie ou encore à Singapour.
Dans une biographie généralement diffusée, leur influence et leur rôle de groupe vedette est souligné avec la déclaration suivante : « The Geeks est à l’Asie ce que Youth of Today était au hardcore américain. »
The Geeks se produisent au festival australien SXSW en 2013 grâce à une subvention de l’Agence de Contenu Créatif en Corée (KOCCA). Ils apparaîtront dans le prochain film documentaire de Stephen Epstein et Timothy Tangherlini, une suite de leur film Our Nation de 1999.  Actuellement, tous les membres du groupe ont un travail à temps plein, laissant moins de place à la musique. Seo travaille pour GM Daewoo et Kang pour une entreprise informatique.

### Réception
PunkNews proclame le groupe « sans doute le plus populaire groupe de [punk] hardcore en Corée, The Geeks devraient faire partie des premiers groupes à vous venir à l’esprit lorsque vous pensez au [punk] hardcore asiatique. » L’album de 2007, Every Time Well We Fall de The Geeks est passé en revue par Scene Point Blank qui lui donne 7,5/10 et explique : « Au bout du compte, The Geeks et leur premier long album Every Time We Fall est bien plus qu’une simple affaire de nouveauté. L’album est rempli de superbe musique et de contenu lyrique sincère. Si vous être assez chanceux pour voir The Geeks sur scène, soyez prêts à vous jeter dans la foule comme un fou et à hurler de tous vos poumons. »

### Période straight edge
Le groupe débute originellement dans le style straight edge, avec ses membres s’abstenant de boire de l’alcool.
La culture de l’alcool en Corée est très puissante, et Seo a du mal à se tenir éloigné de l’alcool lors de sa première année à l’université et pendant son service militaire obligatoire, affirmant avoir failli être attaqué une fois pour s’être abstenu de boire. Malgré divers problèmes de violence sur la scène straight edge dans plusieurs parties du monde, The Geeks sont un groupe non violent dont beaucoup d’amis sont alcooliques. Le chanteur principal, Seo, dessine un X au marqueur sur le dos de sa main pour signifier son appartenance au straight edge.
Malgré leur réputation straight edge, le straight edge n’est pas l’un des messages majeurs de leurs textes. En date, seuls quelques membres sont toujours straight edge.

### Open Your Eyes et Powwow
Seo fonde et cogère aussi une agence de promotion de musique appelée Open Your Eyes qui a permis d’amener plusieurs groupes étrangers en Corée, en incluant Champion, Outbreak, Terror, Sick of It All, Down to Nothing, Have Heart, No Turning Back, et Bane.
À travers OYE, Seo est devenu l’un des premiers investisseurs dans Powwow, un club avec une scène live située près de la station Noksapyeong à la base de Haebangchon et de Gyeongnidan. La scène est fermée en 2013.

## Membres
- Seo Ki-seok (서기석) - chant (depuis 1999)
- Kang Jun-sung (강준성) - guitare (depuis 1999)
- Jung Bong-kyu (정봉규) - basse (depuis 1999)
- Choi Imyoung (최임영) - batterie (depuis 1999)

## Discographie

### Albums studio
- 2006 : Every Time We Fall
- 2014 : Still Not In this Alone

### Split
- 2001 : Together as One, Far East Hardcore Split (avec In My Pain)

### Singles et EP
- 2002 : What's Inside
- 2010 : Always Classics

### Compilations
- 2003 : We Are the Punx in Korea
- 2004 : From the Start 1999-2004
- 2008 : No Future for You (이어지는 의지)
- 2011 : Them and Us